# EUインスティテュート・イン・ジャパン
EUインスティテュート・イン・ジャパンは欧州連合（EU）が、日本の大学においてEUに関する教育・研究を実施する拠点のこと。
同様の拠点はアメリカ合衆国、カナダ、オーストラリア、ニュージーランドにも設置されている。具体的にはEUに関する高度な教育プログラムおよび高度な研究を実施することを取り決める大学間協定に対してEUが補助金を交付している。現在、EUインスティテュート関西のみが活動を継続している。
EUIJ九州、EUIJ東京およびEUIJ早稲田は活動を終了した。

## 首都圏

### EUインスティテュート東京コンソーシアム（EUIJ）
EUインスティテュート東京コンソーシアムは、以下の大学が参加しているEUに関する大学間協定である。2004年4月1日に発足した。以下の4大学連合が選ばれた。 
- 一橋大学
- 国際基督教大学
- 東京外国語大学
- 津田塾大学

### EU Studies Institute in Tokyo（EUSI）
2004年から活動してきたEUIJを継承しながら、2009年4月に新たに一橋大学・慶應義塾大学・津田塾大学のコンソーシアムにより設立。日本におけるEU 教育研究諸機関のハブ構築を目指す。
- 一橋大学
- 慶應義塾大学
- 津田塾大学

### EU Institute in Japan at Waseda University（EUIJ Waseda）
2009年4月に早稲田大学単独で設立。EUおよび日EU関係に関する国際シンポジウム、研究会、ワークショップの開催の他、社会科学分野及び科学技術分野で共同研究を実施。
- 早稲田大学

## 関西

### EUインスティテュート関西（EUIJ関西）
EUインスティテュート関西は、以下の大学が参加しているEUに関する大学間協定である。
- 神戸大学
- 関西学院大学
- 大阪大学